# LXXII Corpo de Exército (Alemanha)
O LXXII Corpo de Exército (em alemão:LXXII. Armeekorps) foi um Corpo de Exército alemão que operou durante a Segunda Guerra Mundial.

## Comandantes
| Comandante                                   | Data                                            |
| -------------------------------------------- | ----------------------------------------------- |
| General der Infanterie Sigismund von Förster | 13 de fevereiro de 1944 - ? de setembro de 1944 |
| Generalleutnant August Schmidt               | ? de setembro de 1944 - 22 de janeiro de 1945   |
| General der Infanterie Anton Grasser         | 22 de janeiro de 1945 - 20 de abril de 1945     |
| Generalleutnant Werner Schmidt-Hammer        | 20 de abril de 1945 - 8 de maio de 1945         |

## Área de operações
| Frente Oriental, setor sul | fevereiro de 1944 - setembro de 1944 |
| Romênia & Bálcãs           | setembro de 1944 - janeiro de 1945   |
| Hungria                    | janeiro de 1945 - maio de 1945       |